# Хънтърдън (окръг, Ню Джърси)
Окръг Хънтърдън (на английски: Hunterdon County) е окръг в щата Ню Джърси, Съединени американски щати. Площта му е 1134 km², а населението – 124 676 души (2016). Административен център е град Флемингтън.